# 西非石斑魚
西非石斑魚，為輻鰭魚綱鱸形目鱸亞目鮨科的其中一種，分布於東大西洋區，從茅利塔尼亞至安哥拉南部海域，棲息深度80-300公尺，體長可達140公分，為底棲性魚類，屬肉食性，可做為食用魚。

## 擴展閱讀
維基物種上的相關：西非石斑魚